# ЛПК Континенталь Менеджмент
Лесопромышленная компания «Континенталь Менеджмент» (ООО ЛПК КМ) — одна из крупнейших корпораций целлюлозно-бумажного комплекса России.

## Предприятия компании
- ООО «Енисейский ЦБК» — заключительная стадия банкротства
- ЗАО "Омская картонная фабрика «АВА+2»
- ОАО «Кондровская бумажная компания» — не ведет деятельности
- ОАО «Троицкая Бумажная фабрика»
- ОАО «Лесозавод № 2» — процедура банкротства
- ОАО «Луковецкий ЛПК» — не ведёт деятельности
- ООО «Кузбасс-тара» — не ведёт деятельности
- ОАО Байкальский целлюлозно-бумажный комбинат[1] — ликвидирован

В настоящий момент управляющей компанией активами является ООО «РЦБК»
ЛПК Континенталь Менеджмент находится в стадии ликвидации